# Si Dios quiere
Si Dios quiere (en italiano: Se Dio vuole) es una película de comedia italiana escrita y dirigida por Edoardo Falcone. Falcone ganó el Nastro d'argento por Mejor Nuevo Director y el David di Donatello en la misma categoría.

## Reparto
- Marco Giallini: Tommaso De Luca
- Alessandro Gassmann: Pietro Pellegrini
- Laura Morante: Carla
- Ilaria Spada: Bianca De Luca
- Edoardo Pesce: Gianni Malloni
- Enrico Oetiker: Andrea De Luca

## Recepción
En Argentina, la película encabezó el primer puesto del ranking de los DVD más vendidos en Black Jack Video en agosto de 2016.